# Henry Mwakajumba
Henry Mwakajumba (Tanzania, 1990) és un cineasta, guionista i director de fotografia africà, conegut per la seva obra centrada en temes socials. El 2013, va obtenir la llicenciatura en Ciències Socials i Desenvolupament Comunitari a la Universitat Tumaini d'Iringa, a Tanzània. La seva formació universitària ha estat un factor clau en el seu enfocament cinematogràfic i la seva voluntat de donar veu a les vivències de la seva gent.
Durant un temps, va residir a Ulldecona, involucrant-se activament en el panorama cinematogràfic català i internacional. Va participar com a director convidat en la vuitena edició del Festival Internacional de Cinema i Paisatge, Món FILMAT, organitzat per Lo Pati d'Amposta. Va col·laborar amb institucions, com ara, l'Escola per l’Art i la Cultura de la Diputació de Tarragona, o l'ONG Wanawake Mujer, utilitzant el cinema com a mitjà per sensibilitzar i conscienciar les persones sobre la necessitat d'empoderament de les dones i la construcció d'una societat més equitativa.
El 2022, a Madrid, va presentar la pel·lícula, Lost and Found, que aborda la violència contra les dones. La pèrdua de la seva germana va inspirar Mwakajumba a reflexionar sobre la violència de gènere. Aquesta introspecció es va intensificar quan va ser pare d'una nena i després de l'assassinat de dues dones molt populars a l'Àfrica. Aquestes vivències van ser la motivació per escriure i dirigir una obra que destaca la necessitat de lluitar contra la violència contra les dones. La seva sèrie televisiva de 17 capítols, Baba Olivia, també aborda qüestions socials i ambientals, amb una narrativa que explora les expectatives de gènere.

## Filmografia
- 2015, Mwalimu Masemele, director i guionista.[5]
- 2016, Tunu (The Gift), ajudant de càmera.
- 2019, Tug of war, tècnic d'imatge digital.
- 2020, Baba Olivia, sèrie de televisió, director i guionista.
- 2022, Lost and Found, director i guionista.